# Tournus
Tournus je naselje in občina v srednjevzhodnem francoskem departmaju Saône-et-Loire regije Burgundije. Leta 2022 je imela občina 5702 prebivalcev, kar je +2,52 % več kot leta 2016 (Saône-et-Loire: -1,06 %, Francija brez Mayotta: +2,11 %).

## Geografija
Tournus leži na desnem bregu Saône, 20 km severovzhodno od Mâcona ob železniški progi Pariz-Lyon. Leta 1972 je Tournus vključil nekdanjo občino Plottes.
Kraj leži v pokrajini Mâconnais ob reki Saoni, 20 km severovzhodno od Mâcona.
Na območju okoli Tournusa se prideluje belo vino apelacije Mâcon Villages. Pomembna je tudi živinoreja (med drugim govedo pasme Charollais).
Leta 2010 je bilo podnebje občine degradiranega oceanskega tipa osrednjih in severnih nižin, je pokazala študija Nacionalnega centra za znanstvene raziskave, ki je temeljila na vrsti podatkov, ki zajemajo obdobje 1971–2000. Leta 2020 je Météo-France objavil tipologijo podnebja metropolitanske Francije, v kateri je občina izpostavljena polkontinentalnemu podnebju in se nahaja v podnebni regiji Burgundija, dolina Saône, za katero so značilni obilje osončenosti (1900 ur/leto), vroče poletje (18,5 °C), suh zrak spomladi in poleti ter šibek veter.
Mesto Tournus, pa tudi vse občine vzdolž Saône, imajo koristi od načrta za preprečevanje poplavne ogroženosti (PPRI). Namen tega je preprečiti in omejiti posledice večjih poplav z določitvijo pravil za rabo zemljišč in gradnjo kakršnih koli stavb na območjih, ki so ogrožena zaradi poplav, ter določitvijo priporočil, ki veljajo za obstoječe nepremičnine.

### Medobčinstvo in kanton
Občina je sedež skupnosti občin Mâconnais-Tournugeois, ki je bila ustanovljena 1. januarja 2017 (z uvedbo novega načrta medobčinskega sodelovanja med oddelki) in je nastala z združitvijo dveh skupnosti občin: skupnosti občin Tournugeois (ki združuje dvanajst občin v Tournugeoisu s sedežem v Tournusu) in skupnosti občin Mâconnais-Val-de-Saône (ki združuje dvanajst občin v Haut-Mâconnaisu s sedežem v Lugnyju).
Občina je osrednji urad kantona, ki od marca 2015 vključuje enaintrideset občin.

## Zgodovina
Tournus je bil že pred ustanovitvijo opatije pomemben kot vas (villa) in grad (castrum), saj so tam izdali številne listine. Začelo se je leta 814 in Tornone castro (RI Cluny št. 003). Leta 854 je bil Tornutium kraj donacije (RI DChII. št. 162). Leta 870 se je kraj imenoval Tinurtium (RI Tournus št. 011). Leta 875 je cesar Karel II. (Plešasti) tukaj izdal dve listini, najprej castrum Trenoretium in nato Turnucium villam (RI DChII. št. 378f.). Leta 878 – pod njegovim naslednikom, kraljem Ludvikom II. – prvič beremo o samostanu in monasterio quod vocatur Tornucium (RI DLBII. št. 016). Vsa ta latinska imena uredniki Regesta Imperii (RI) povezujejo s sedanjim Tournusom.

## Zanimivosti
- Cerkev sv. Filiberta (začetek 11. stoletja) je glavna ohranjena stavba nekdanje benediktinske opatije Tournus, ki je bila leta 1785 ukinjena. Zgrajena je v burgundskem romanskem slogu. Pročelju manjka eden od dveh stranskih stolpov, ki sta bila prvotno zasnovana zanjo. Ladja je pokrita z banjastim obokom, ki ga podpirajo visoki valjasti stebri. Tako kor kot kripta iz 11. stoletja pod njim imata ambulatorij in stranske kapele.[5]
- Cerkev Saint-Valérien, rue Alexis Bessard, je severno od Tournusa. Njeno zidanje v slogu ribje kosti odraža njeno starost. Napis ex-voto na pročelju kaže na gradnjo med letoma 1008 in 1028; bila je opatijska cerkev opatije Saint-Valérien v Tournusu, nekaj sto metrov od cerkve sv. Filiberta.
- Hôtel-Dieu in muzej Greuze, rue de l'Hôpital: nekdanja bolnišnica, v prejšnjih stoletjih znana kot Hôtel-Dieu. Danes v njej domuje muzej Greuze, ki med drugim hrani zbirko del Jean-Baptista Greuza, slikarja, rojenega v Tournusu 21. avgusta 1725. Hôtel-Dieu v Tournusu, zgrajen v 17. stoletju in kasneje razširjen, je od leta 1964 na seznamu zgodovinskih spomenikov. Ima tri velike sobe in dve kapeli ter eno najstarejših lekarn, ohranjenih v Franciji (dokončana je bila leta 1685), bogato z lončenimi lonci, predvsem iz tovarn v Neversu.
- Na trgu Place de l'Hôtel de Ville stoji kip Jeana-Baptista Greuzea, rojenega v mestu leta 1725

## Gospodarstvo
Tournus je pomembno turistično območje z enim štirizvezdičnim hotelom (Greuze) in enim trizvezdičnim hotelom (Rempart). Leta 2013 so imele štiri restavracije Michelinovo zvezdico: Greuze, Quartier Gourmand, Aux Terasses in Meulien.
V okoliškem okrožju so vinogradi, mesto in njegovo pristanišče pa imata precejšnjo trgovino z vinom in kamnom iz sosednjih kamnolomov. Izdelava stolov je bila pomembna panoga.
Na severu in jugozahodu je več industrijskih območij. Mesto v tovarni Groupe SEB proizvaja veliko količino bele tehnike, v tovarni Tefal pa posodo.
Vsako soboto zjutraj je tržnica.